# Ganku

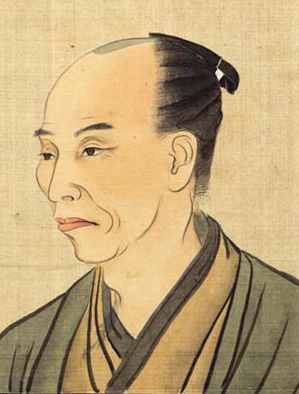
Porträt

Ganku (japanisch 岸駒; 14. April 1756 (traditionell: Hōreki 6/3/15) oder auch * 1749 in Kanazawa; † 19. Januar 1839 (traditionell: Tempō 9/12/5), 28. Januar oder 12. Mai 1838 in Iwakura bei Kyōto (heute: Iwakura, Sakyō-ku, Kyōto)) war ein japanischer Tiermaler. Er begründete die Kishi-Schule und gilt als einer der berühmtesten japanischen Maler der späten Edo-Zeit.

## Namen
Ganku ist die üblicherweise verwendete Lesung von 岸駒, was aber auch als zweiteiliger Name Kishi Ku und Kishi Koma gelesen wird. Er kommt aus der Familie Saeki (佐伯). Sein Kindheitsname (yōmyō) war Otsujirō (乙次郎), sein Volljährigkeitsname (azana) Funzen (賁然) und sein wirklicher Name Masaaki (昌明). Künstlernamen waren Kayō (華陽), Ransai (蘭斎), Dōkōkan (同功館), Kakandō (可観堂), Kotōkan (虎頭館), Tenkaikutsu (天開屈).

## Leben
Ganku wurde als Sohn eines Schneiders geboren und zeigte schon als Knabe eine große malerische Begabung. Er studierte die Vorbilder der Kanō-Meister und arbeitete vorher vermutlich in einer Färberei, wo er Stoffmuster abmalte. 1780 ging er nach Kyōto, wo er im Stile von Shen Nanpins malte und sich bald einen Namen machte. Er besuchte die Nagasaki-Schule und nahm, um seine Hinwendung zu dieser Schule auszudrücken, den Namen ihres wichtigsten Vertreters Ransai an. Weiterhin studierte er die Techniken von Ōkyo (1733–1795) und dessen Schüler Goshun (1752–1811), von denen er den dekorativ-naturalistischen Malstil übernahm.
1784 wurde der Priesterprinz Arisugawa im Tempel Bukko-ji auf seine Malereien aufmerksam und nahm ihn unter seinen besonderen Schutz. Er verlieh ihm verschiedene Titel und Namen und verschaffte ihm eine angesehene Stellung am kaiserlichen Hof. 1789 erhielt Ganku den Auftrag, den Neubau des abgebrannten Kaiserpalastes auszuschmücken. 1808 erhielt er den Ehrentitel eines Vizegouverneurs (suke) der Provinz Echizen. Ein Jahr später lud ihn der Daimyō Maeda nach Kanazawa ein, um die neu renovierte, ebenfalls abgebrannte Fürstenburg zu dekorieren. Ganku erreichte den Höhepunkt seiner Karriere, viele seiner heute noch erhaltenen Werke stammen aus dieser Zeit.
1824 ging er nach Iwakura nördlich von Kyōto und zog sich aus dem öffentlichen Leben zurück. Kurz vor seinem Tod erhielt er als Auszeichnung den Titel des Gouverneurs (kami) der Provinz Echizen.

## Werk

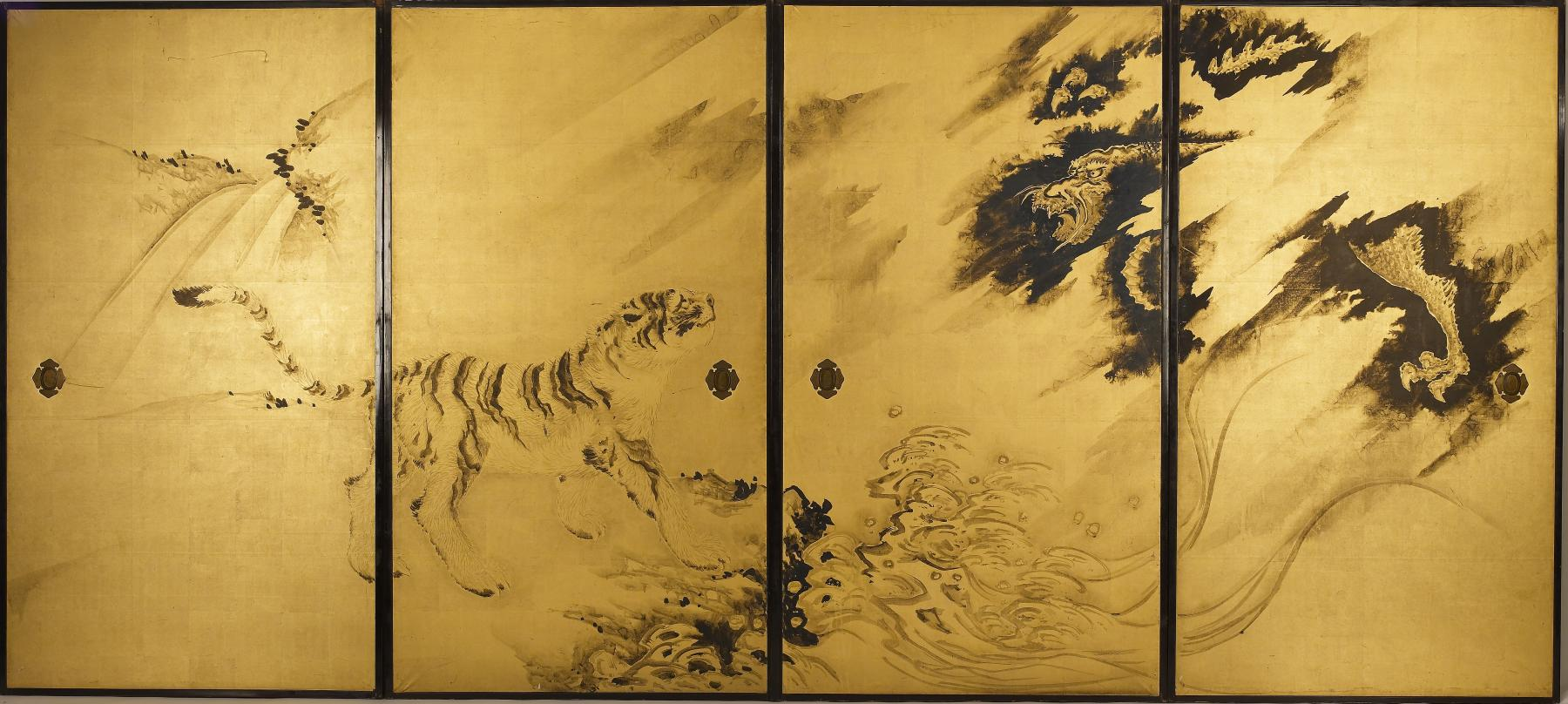
Fusuma: Drache und Tiger (Walters Art Museum)

Ganku eignete sich die Techniken verschiedener japanischer und neuchinesischer Meister an und entwickelte daraus einen eigenen kraftvollen, sehr realistischen und grafisch betonten Stil. Er besaß ein breites Themenprogramm, das Landschaften, Porträts sowie Darstellungen von Blumen, Vögeln (kachōga) und verschiedenen Tieren umfasste. Die von ihm begründete Kishi-Schule war vor allem für ihre Tiger-Darstellungen berühmt. Er hatte allerdings nie einen lebendigen Tiger gesehen – so wie fast alle japanischen Maler dieser Zeit. Stattdessen benutzte er als Modell Hauskatzen, aus China importierte Tigerfelle und einen echten Tigerkopf, der ihm 1798 geschenkt worden war. Zu seinen charakteristischsten Tigerbildern gehören die Hängerolle Mōkozu im Besitz der Familie Maeda, sowie die aus sechs Teilen bestehenden Stellschirmpaare Tora ni nami zu (1823, Nationalmuseum Tokio) und Tigerfamilie (Cleveland Museum of Art).
Der Malstil der Kishi-Schule kam nach der Edo-Zeit langsam aus der Mode und verlor an Einfluss und Popularität. Wichtigste Schüler waren sein Sohn Gantai (1785–1865), sein Neffe Ganryō (1791–1852), sein Schwiegersohn Renzan (1805–59) und Yokoyama Kazan (1784–1837). Am berühmtesten war Renzans Sohn Chikudo (1826–97), der die Tradition der Kishi-Schule mit Erfolg bis in die Vormoderne weiterführte.
Gankus Werke finden sich rund um den Globus verteilt in vielen wichtigen Kunstmuseen, so u. a. im Museum of Fine Arts in Boston, im Museum of Modern Art in New York City, im Ashmolean Museum in Oxford oder im Nationalmuseum Kyōto. In Deutschland ist er vor allem im Museum für Asiatische Kunst in Berlin zu sehen.

## Ausstellungen
- 1977 British Museum, London: Japanese paintings and prints. The Schools of Kishi Ganku and Tani Bunchō.
- 1996 Historisches Folklore-Museum, Rittō: The Kishi school and its genealogy. From Kishi Ganku to Kishi Chikudo.
- 2001 Cleveland Museum of Art, Cleveland: Unfolding beauty. Japanese screens from the Cleveland Museum of Art.
- 2002 Museum Schloss Moyland, Bedburg-Hau: Mit dem Pinsel gesehen. Japanische Zeichnung und Malerei des 17. bis 20. Jahrhunderts aus der Sammlung Gerhard Schack.
- 2004 New Orleans Museum of Art, New Orleans: From myth to reality. Animals in Japanese Edo-Period painting.
- 2005 Institution of Arts, Minneapolis: Untamed beauty. Tigers in Japanese art.